# William Larkin
William Larkin (ur. ok. 1580 – zm. 1619 w Londynie) – angielski malarz, działający od 1609 do swojej śmierci w 1619, znany głównie z malowania portretów arystokratów z epoki Jakuba I (VI) i dużej dbałości o szczegółowe oddanie wyglądu biżuterii, szat, haftów i innych ozdób.

## Galeria prac

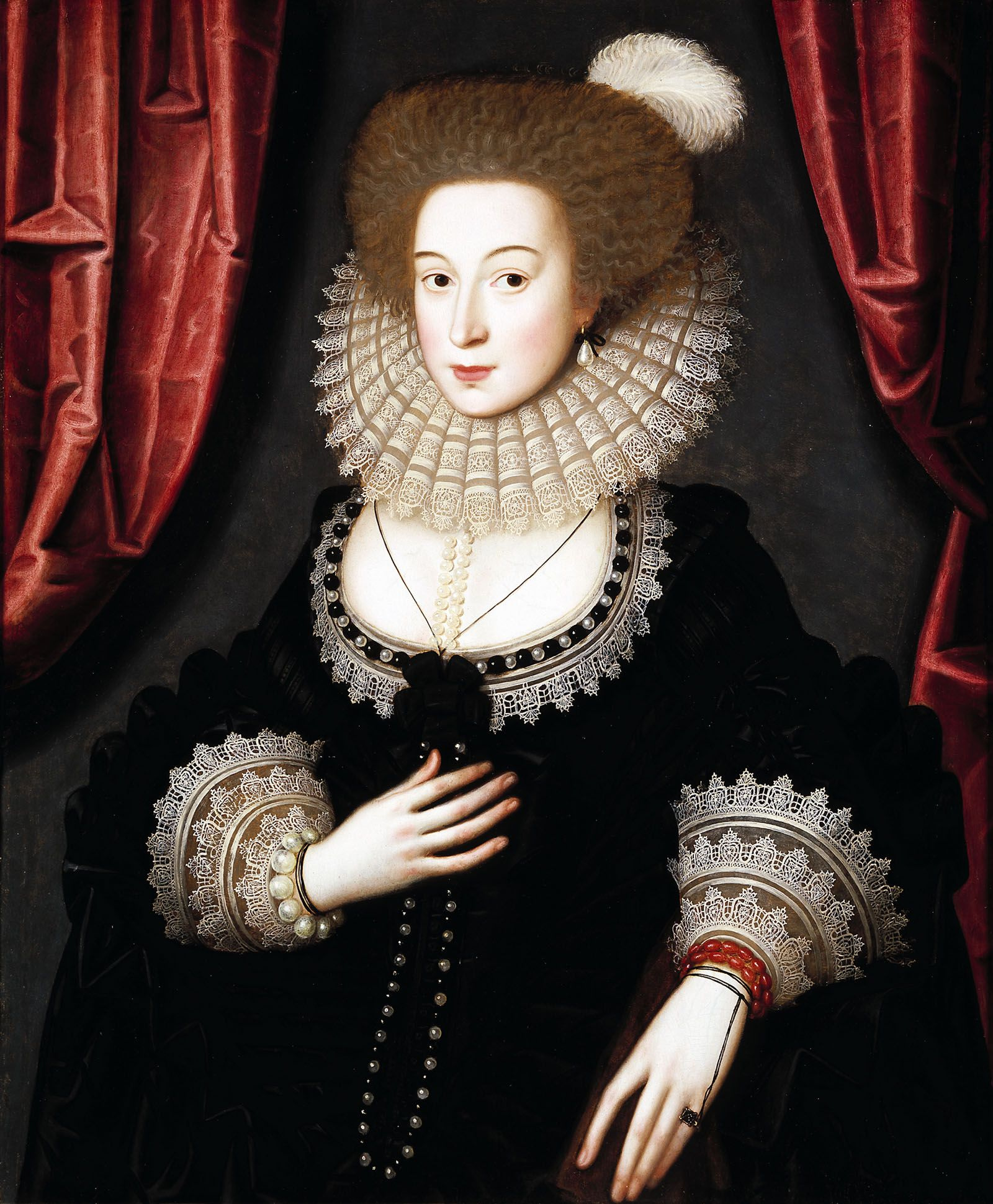
Mary Radclyffe, 1610-1613
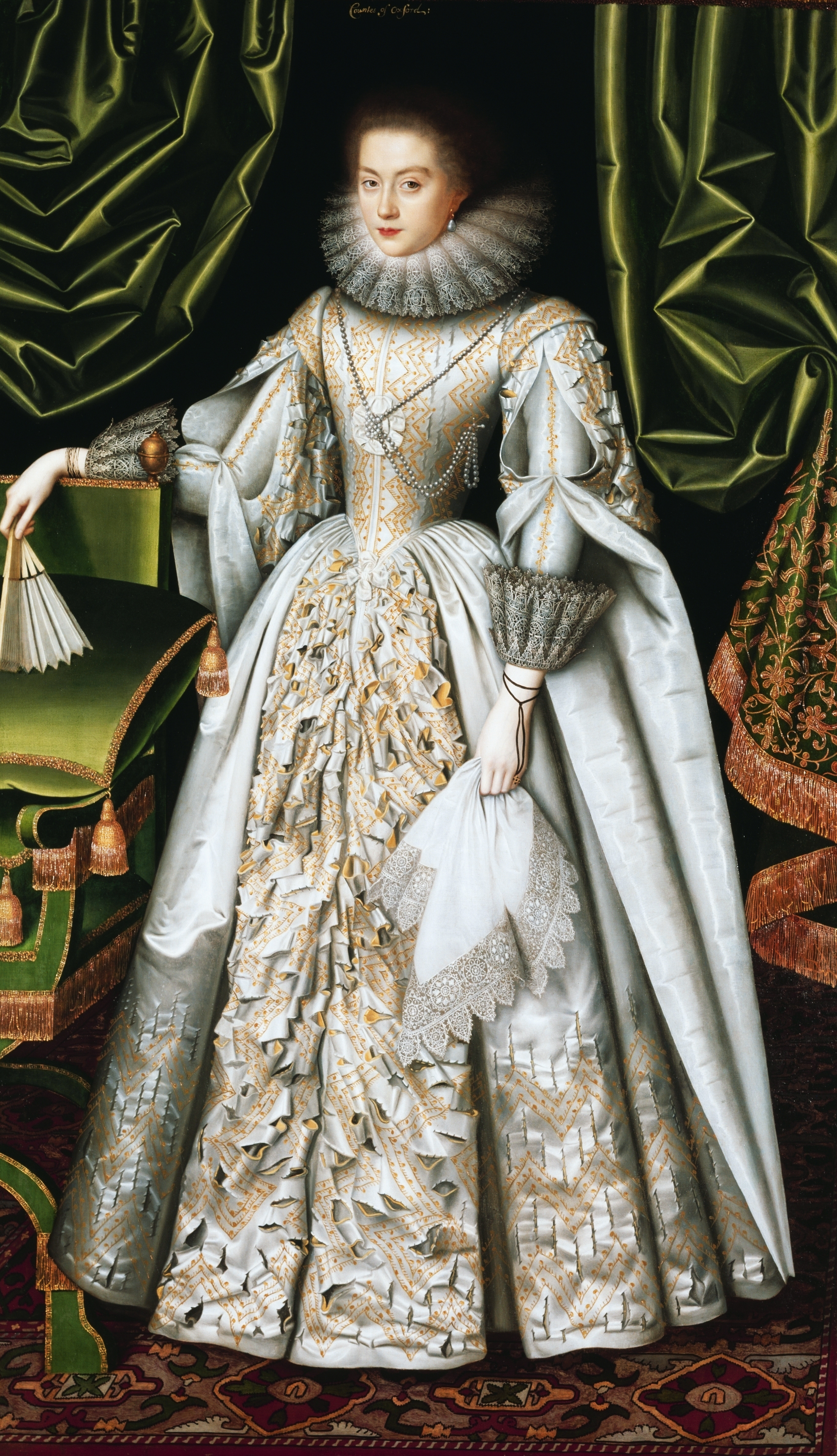
Diana Cecil, 1614
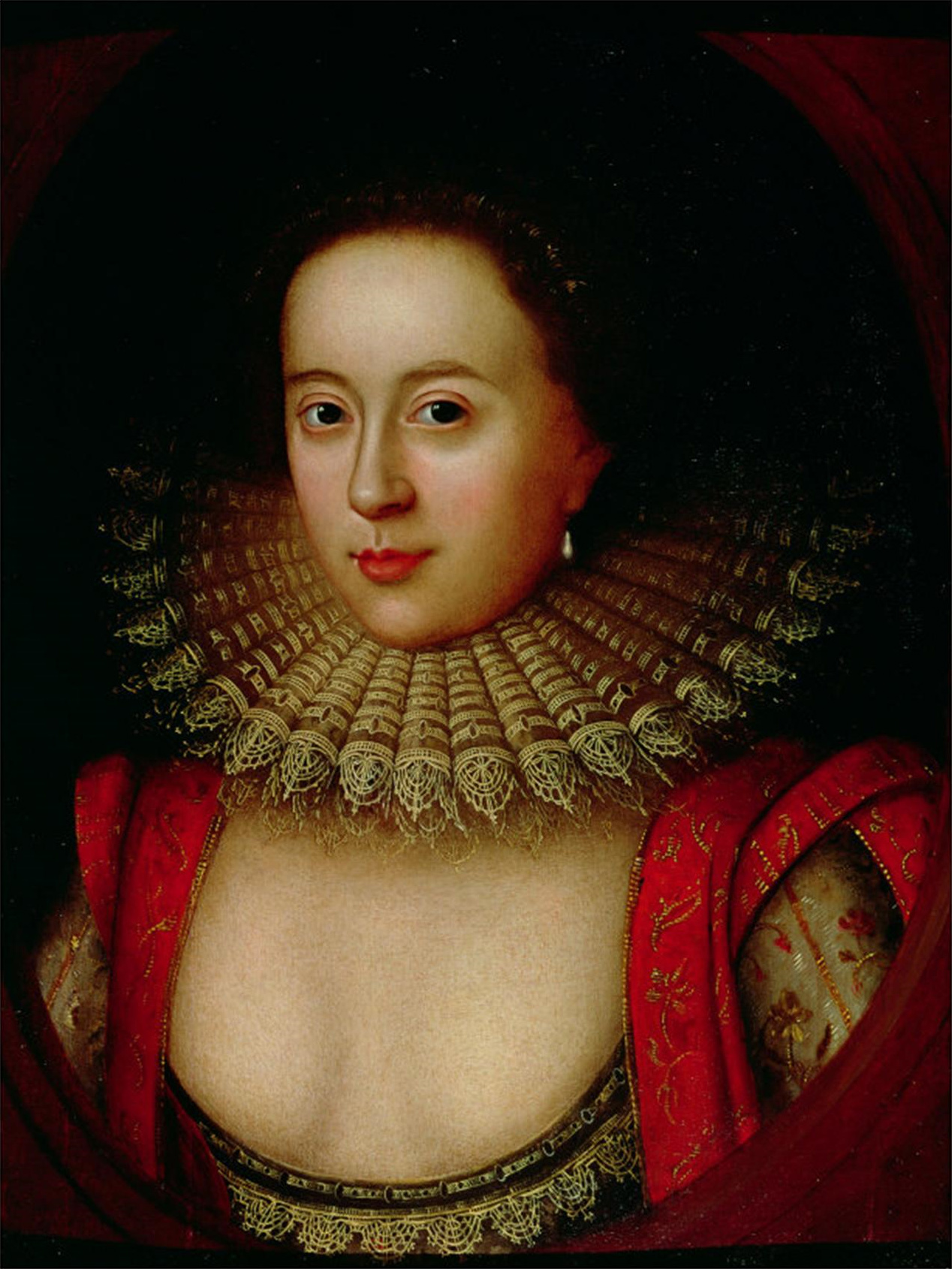
Frances Carr, 1615
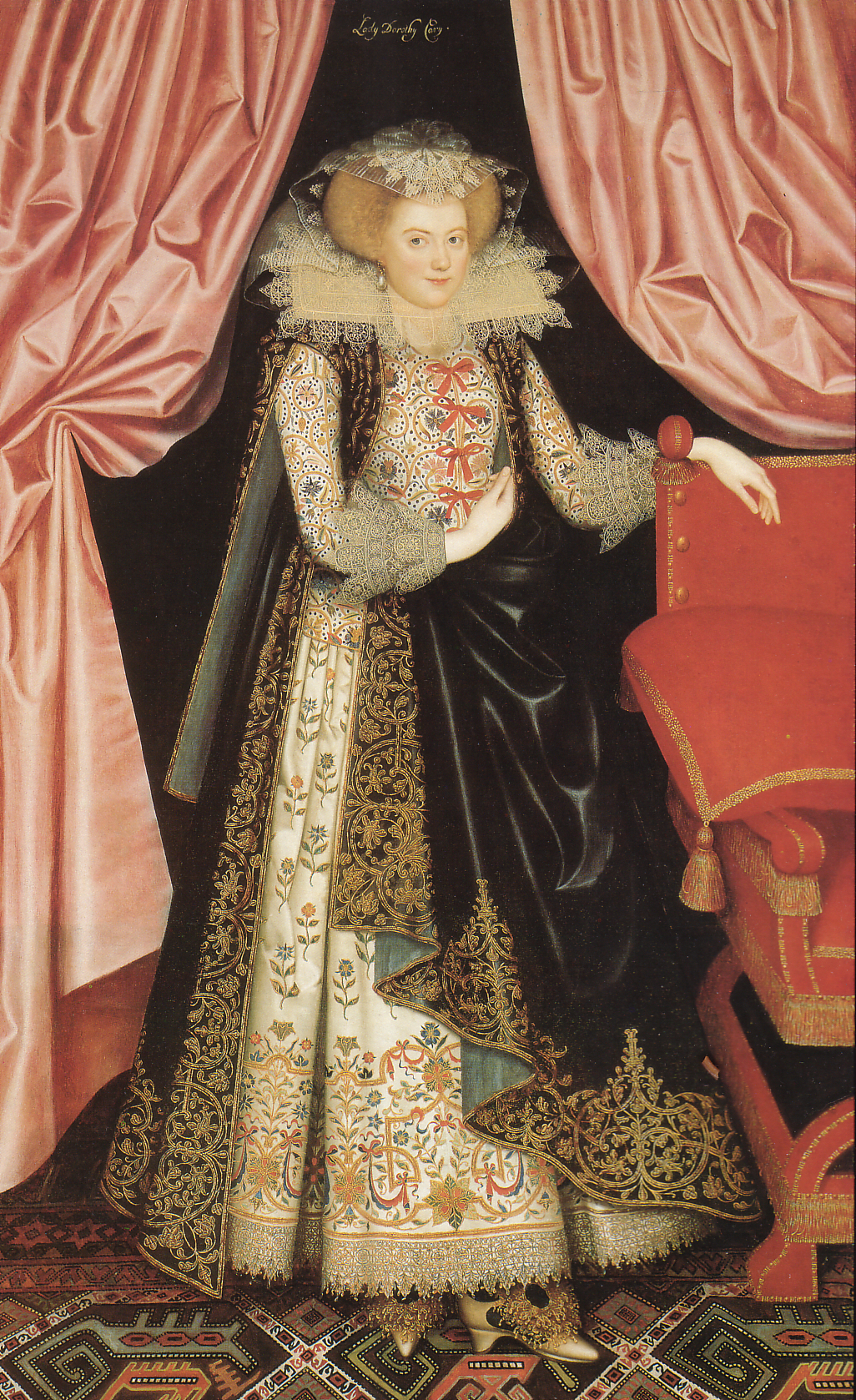
Portret niegdyś uznawany za Dorothy Cary, 1614-1618
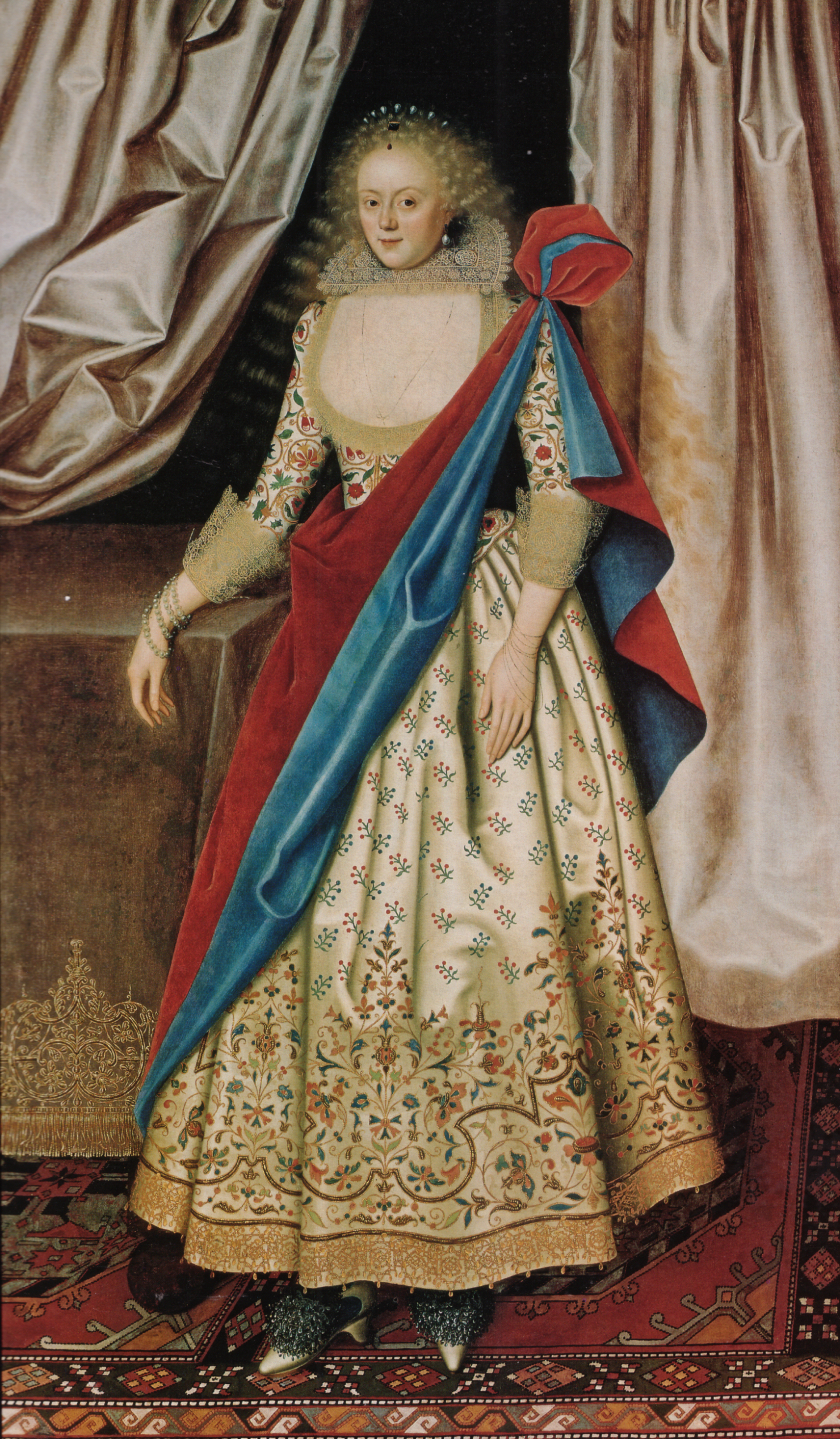
Isabella Rich, Mrs Rogers, 1614-18
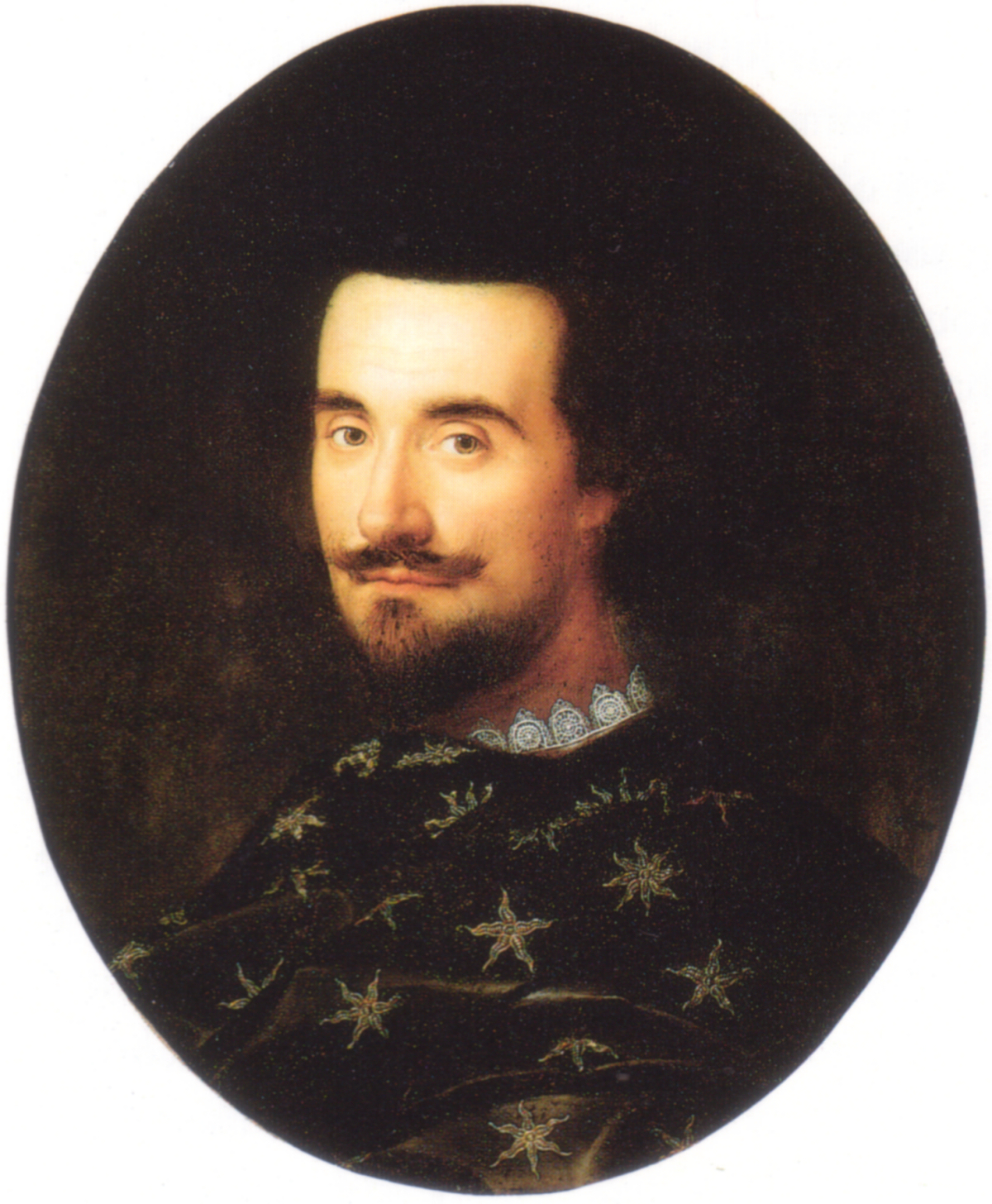
Herbert z Cherbury, 1610